# كيابون التاييويا
كيابون التاييويا (الاسم العلمي:Cayaponia tayuya) (بالإنجليزية: Tayuya)‏ هو نوع من النباتات يتبع جنس الكيابون من الفصيلة القرعية.